# Barkarby
Barkarby ist ein Ort der schwedischen Gemeinde Järfälla in der Provinz Stockholms län. Barkarby ist mit Stockholm zusammengewachsen und zählt deshalb zum Tätort Stockholm. 
Während der Olympischen Sommerspiele 1912 wurde das Vielseitigkeitsreiten im Modernen Fünfkampf in Barkarby ausgetragen.